# 菊間藩
菊間藩（きくまはん）は、明治維新期の短期間、上総国市原郡菊間村（現在の千葉県市原市菊間）に藩庁を置いて存在した藩。越後国や三河国にも管轄地を有した。1868年、駿河沼津藩5万石の水野家が移封されて成立し、1871年の廃藩置県まで存続した。
本記事では廃藩後に設置された菊間県（きくまけん）についても言及する。

## 歴史

### 立藩から廃藩まで
慶応4年/明治元年（1868年）5月、新政府は徳川家達に駿河国・遠江国内70万石を与え（駿府藩）、駿遠の大名に房総への移転を命じた。沼津藩5万石の藩主であった水野忠敬も、駿河国内の領地2万3700石が上知となり、上総国市原郡内において代地が与えられた。7月13日、菊間村への藩庁移転が正式に決定し、これにより菊間藩が成立した。8月30日、沼津城が新政府に引き渡された。
新領地へは先遣隊が派遣され、八幡宿（現在の市原市八幡）の旅籠「藤田屋」を仮陣屋として、土地の測量や町割りなどを行った。のちに仮陣屋は菊間の千光院に移された。藩主の忠敬は江戸屋敷に移っており、この間版籍奉還に伴って菊間藩知事に任命された。忠敬は明治2年（1869年）7月26日に菊間に入った。
藩士の移転は一時に行われたわけではなく、明治元年（1868年）から同5年（1872年）にかけて数波に分かれて行われた。沼津城の引き渡しにより、まず藩士は沼津周辺の諸村に分宿した。家屋は解体されて浜本（市原市八幡）まで海路で輸送し、菊間まで村田川を遡上させたという。
明治2年（1869年）、能満地区の原野を藩士に払い下げ（1人当たり平均5反）、茶園を経営させた。また、藩士11名が資金を出しあって「能満開墾社」を結成し、原野の開拓にあたっている。
明治4年（1871年）3月、三河国の飛地領で、宗教政策をめぐる事件が発生する（大浜騒動、菊間藩騒動、鷲塚騒動）。大浜陣屋に派遣された少参事服部純が、明治政府の方針に従い寺院統廃合と神道儀礼導入を進めようとし、浄土真宗（東本願寺）の僧侶・門徒の三河護法会と対立したもので、藩役人の藤岡薫が殺害される事態に発展した。事件後に三河護法会の指導者であった石川台嶺と門徒1名が処刑された。

### 菊間県
明治4年（1871年）7月、廃藩置県にともない菊間藩は廃され、菊間県となった。菊間県は同年11月、第一次府県統合により木更津県に統合された。

## 歴代藩主
水野家
旧譜代、5万石
1. 水野忠敬

## 領地

### 廃藩時点の領地
- 上総国
  - 市原郡のうち - 75村（旧旗本領3村、鶴牧藩領3村、高岡藩領3村、前橋藩領3村、請西藩領1村、佐貫藩領1村、西大平藩領1村、安房上総知県事領70村【内訳は旧幕府領18村、旗本領56村、同心給地6村、与力給地1村、鶴牧藩領1村、請西藩領6村】。なお相給が存在するため、村数の合計は一致しない）
- 三河国
  - 碧海郡のうち - 16村
  - 幡豆郡のうち - 5村

三河国飛地領の変遷は「旧高旧領取調帳」では既に額田県の所属とされているため詳細は不明。

### 上総国

#### 菊間
菊間陣屋（菊間藩庁）は、菊間村の雲境という小字に置かれた。村田川と菊間台地の地形を利用して、数千坪の用地に防禦に適した陣屋を計画していたとされる。鐘楼を備えた宏壮な知藩事の御殿と、二階建ての「医局」は完成したが、藩庁については土地を造成して土台を築いた時点で廃藩置県を迎え、建設は中断した。
廃藩置県後、御殿は木更津県の管理に移ったとされる。医局の建物は後に菊間村の役場として使用されたが、1900年（明治33年）に暴風雨のため倒壊した。21世紀現在、陣屋跡に遺構と呼べるようなものはなく、忠魂碑や「高柳先生之碑」などの石碑が並ぶ空き地となっている。
菊間の徳永台地区には武家屋敷や長屋が築かれた。菊間とその周辺（大厩・山木・草刈）には藩士644戸が移住して、人口は数千人に達したという。増加した人口を当て込んで商家も並ぶようになったが、廃藩置県や秩禄処分を受けて商人たちは去ったため、商業的に大きく発展することはなかった。廃藩置県後も藩士の子孫は多く菊間や八幡に暮らした。

### 三河国

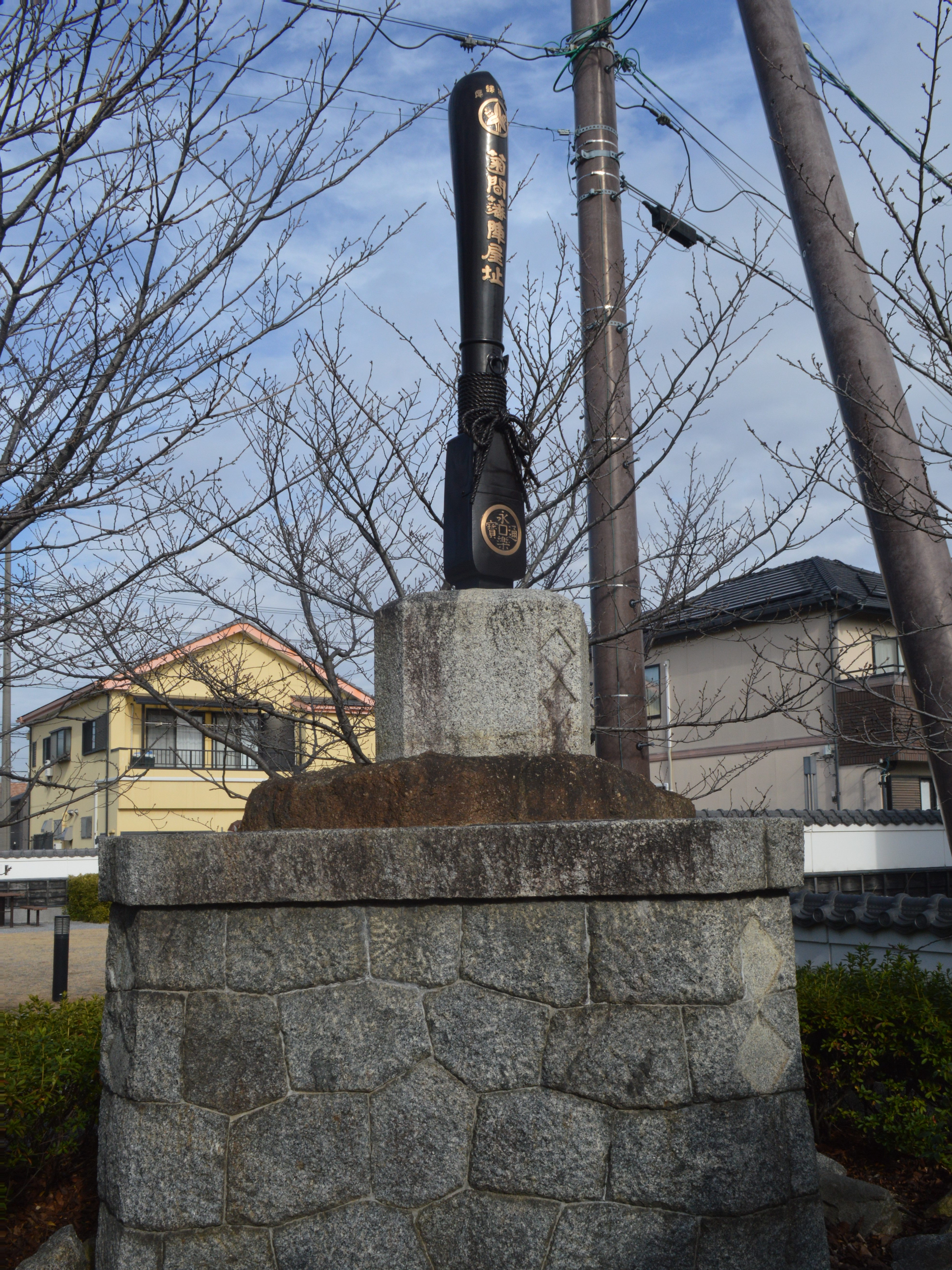
大浜陣屋広場にある陣屋碑。矢の容器である空穂（うつぼ）をかたどっている。

三河国の飛び地領を管轄するために碧海郡大浜村（現在の愛知県碧南市羽根町周辺）に大浜陣屋が置かれた。
明和5年（1768年）、旗本の水野忠友が側用人に任じられた際、大浜周辺で6000石を加増され、大名（大浜藩主）となった。明和6年（1769年）に大浜陣屋が置かれた。忠友はのちに駿河国沼津に居城を移すが（沼津藩）、大浜陣屋には沼津から代官（郡代）・手代が派遣された。
陣屋跡地は「碧南市大浜陣屋広場」（碧南市羽根町一丁目）となっており、「菊間藩陣屋址」と記された記念碑（「陣屋碑」）が立てられている。この碑ははじめ1911年（明治44年）に建立されたが、太平洋戦争中に青銅が供出されて台座のみとなったため、1959年（昭和34年）に再建されたという経緯を有する。

### 越後国
越後国の領地を支配する代官所は、蒲原郡五泉町（現在の新潟県五泉市）に置かれた。明治3年（1870年）、越後国の管轄地は村松藩および新発田藩に移管された。

### 伊豆国
『日本大百科全書（ニッポニカ）』や『角川日本地名大辞典』の「菊間藩」の項目では、菊間藩は伊豆国にも管轄地を有したとある。
沼津藩時代、伊豆国君沢郡・賀茂郡・田方郡内に領地があった。君沢郡中村（静岡県三島市中）の鈴木家の屋敷内に置かれた「中村役所」で君沢郡・田方郡の諸村を管轄していた。また、文政年間に賀茂郡白浜村板戸一色（下田市白浜）に陣屋を置いた。
明治元年（1868年）、沼津城を明け渡した水野忠敬は、田方郡戸田村（沼津市戸田）名主の勝呂家に一時身を寄せたという。『東京新聞』の橋本敬之（伊豆学研究会理事長）寄稿記事によれば、沼津藩の伊豆国内の領地は、菊間藩への移封後も引き継がれて菊間藩領となったとする。ただし、『角川日本地名大辞典』の各村記事では、明治元年に沼津藩から韮山県の管轄に移されたとある。

## 文化
菊間藩は、藩校として「明親館」を開設した。「明親館」の名は、沼津藩時代に置いた藩校の名を引き継いだものである。沼津城が引き渡されたのち、明親館は一時期江戸藩邸に移され、明親館内に「洋学局」が設けられたという。明治5年（1872年）の学制施行後は小学校となり（現在の市原市立菊間小学校）、藩士が教員を務めた。このほか、私塾を構えた藩士もいた。

## ゆかりの人物
日本の工業教育に大きな足跡を残した手島精一は菊間藩出身で、江戸藩邸に生まれた。菊間の明親館に学び（江戸藩邸の洋学局に学んだとも）、明治3年（1870年）に米国に留学した。精一の実兄・田辺貞吉は菊間藩少参事を務め、のちに実業界で活躍した。
菊間藩大参事を務めた三浦千尋（佐太郎）は江川英龍（坦庵）に砲術を学び、韮山塾で塾頭を務めた。千尋の子・三浦徹は英学を学び、のちにプロテスタントの牧師として活躍した。
大浜騒動の当事者として知られる服部純も江川坦庵に砲術を学び、蘭学を修めたという人物で、幕末期に沼津藩からの脱藩を企てて捕らえられたという経歴を有する。服部純の子の服部綾雄は教育者・政治家として活動した。
本山漸は維新後に江戸に設けられた菊間藩洋学局の教授に任じられ、明治2年（1869年）に海軍操練所（のちの海軍兵学校）に出仕し、最終的には海軍少将まで昇った。高見沢茂は明治4年（1871年）に貢進生となり、大阪兵学寮（陸軍士官学校の前身）に学んだが、ジャーナリストに転じて民権派の新聞『日新真事誌』の記者・編集長を務め、『東京開化繁盛誌』を著した。
菊間藩権大参事・公議人を務めた五十川中は、明治3年（1870年）に米国に留学している。明治5年（1872年）の文部省博覧会に米国の「盲院」から持ち帰ったという視覚障碍者の往復書簡を出展しており、西洋の視覚障碍者教育を日本に紹介した先駆者の一人とされる。
柔術家の戸塚彦介は沼津藩に仕えており、水野家の移封とともに菊間に移住した。